# Campionat de Zúric 1984
L'edició del 1984 fou la 69a del Campionat de Zuric. La cursa es disputà el 6 de maig de 1984, pels voltants de Zúric i amb un recorregut de 237,5 quilòmetres. El vencedor final fou l'australià Phil Anderson, que s'imposà per davant de Hubert Seiz i Pierino Gavazzi.

## Classificació final
|    | Ciclista            | Equip                    | Temps      |
| -- | ------------------- | ------------------------ | ---------- |
| 1  | Phil Anderson       | Panasonic-Raleigh        | 6h 42' 49" |
| 2  | Hubert Seiz         | Cilo-Aufina              | + 9"       |
| 3  | Pierino Gavazzi     | Atala-Campagnolo         | + 14"      |
| 4  | Bernard Hinault     | La Vie Claire-Terraillon | m. t.      |
| 5  | Philippe Leleu      | La Vie Claire-Terraillon | m. t.      |
| 6  | Gert-Jan Theunisse  | Panasonic-Raleigh        | m. t.      |
| 7  | Stefan Mutter       | Cilo-Aufina              | m. t.      |
| 8  | Claudio Torelli     | Sammontana-Campagnolo    | m. t.      |
| 9  | Johan van der Velde | Metauro Mobili           | m. t.      |
| 10 | Hennie Kuiper       | Kwantum Hallen-Yoko      | m. t.      |